# Rothschildia mussehli
Rothschildia mussehli är en fjärilsart som beskrevs av William Schaus 1941. Rothschildia mussehli ingår i släktet Rothschildia och familjen påfågelsspinnare. Inga underarter finns listade.